# Яблуниця (Верховинський район)
Яблуни́ця — село Верховинського району Івано-Франківської області. Входить до складу Білоберізької сільської громади.

## Географія
Яблуниця розташована на березі річки Білий Черемош, на протилежному березі — однойменне село Яблуниця, але вже Вижницького району Чернівецької області. Яблуниця лежить у межах Верховинського національного природного парку.

## Історія
12 серпня 1952 року Жаб'євський райвиконком ліквідував Яблуницьку сільську раду з приєднанням її до Черемошненської сільської ради.
З 1991 року в складі незалежної України.
2 жовтня 2015 року шляхом об'єднання Білоберізької, Устеріківської та Хороцівської сільських рад село увійшло до Білоберізької сільської громади.
12 червня 2020 року, відповідно до Розпорядження Кабінету Міністрів України  № 714-р «Про визначення адміністративних центрів та затвердження територій територіальних громад Івано-Франківської області», увійшло до складу Білоберізької сільської громади.
19 липня 2020 року, в результаті адміністративно-територіальної реформи та ліквідації Верховинського району, село увійшло до складу новоутвореного Верховинського району.

## Населення
Згідно з переписом УРСР 1989 року чисельність наявного населення села становила 882 особи, з яких 424 чоловіки та 458 жінок.
За переписом населення України 2001 року в селі мешкало 845 осіб.

### Мова
Розподіл населення за рідною мовою за даними перепису 2001 року:
| Мова       | Відсоток |
| ---------- | -------- |
| українська | 99,65 %  |
| російська  | 0,35 %   |

## Культура
Історико-краєзнавчий музей «Гуцульщина», який знаходиться в селі, посів I місце на огляді-конкурсі музеїв історії населених пунктів області у 2015 році.